# Araria (huyện)
Huyện Araria là một huyện thuộc bang Bihar, Ấn Độ. Thủ phủ huyện Araria đóng ở Araria. Huyện Araria có diện tích 2829 ki lô mét vuông. Đến thời điểm năm 2001, huyện Araria có dân số 2124831 người.